# Arpadjik, Smolean
Arpadjik (în bulgară Арпаджик) este un sat în comuna Madan, regiunea Smolean,  Bulgaria. 

## Demografie
Componența etnică a satului Arpadjik
     Turci (34,61%)
     Bulgari (57,69%)
     Nicio identificare (7,69%)
     Altele (0%)
La recensământul din 2011, populația satului Arpadjik era de 26 locuitori. Din punct de vedere etnic, majoritatea locuitorilor (57,69%) erau bulgari, cu o minoritate de turci (34,61%). Pentru 7,69% din locuitori nu este cunoscută apartenența etnică.